# Olmer Meijer
Olmer Meijer (Amsterdam, 22 april 1985) is een Nederlands hockeyer.
Op 12 mei 2002 maakte Meijer zijn debuut in de Hoofdklasse voor Pinoké op 17-jarige leeftijd uit tegen HGC (6-2 verlies). De verdediger staat in de Hoofdklasse bekend om zijn strafcornerspecialiteit. In het voorjaar van 2007 haalde HC Bloemendaal hem naar 't Kopje. Met deze club werd Meijer drie keer op rij landskampioen in 2008, 2009 en in 2010. Daarnaast won hij in 2009 de Euro Hockey League. In de zomer van 2013 keerde Meijer terug naar zijn oude club Pinoké.
Meijer heeft een oudere broer (Dider) die hockeyt in de Overgangsklasse en eveneens beschikt over de strafcornerspecialiteit. Olmer Meijer is geen familie van de eveneens bij Bloemendaal spelende en voormalig-international Nick Meijer.  